# Флаг Апанасенковского муниципального округа
Флаг Апанасенковского муниципального округа Ставропольского края Российской Федерации — опознавательно-правовой знак, составленный и употребляемый в соответствии с вексиллологическими правилами, служащий одним из официальных символов муниципального образования.
Первоначально был утверждён 11 марта 2015 года как флаг Апанасенковского муниципального района и внесён в Государственный геральдический регистр Российской Федерации с присвоением регистрационного номера 10386.
Переутверждён 16 марта 2021 года как флаг Апанасенковского муниципального округа.

## Описание и обоснование символики
Флаг Апанасенковского муниципального округа представляет собой красное полотнище с соотношением сторон 2:3, полностью воспроизводящее композицию герба в красном, жёлтом, синем цветах.
Флаг составлен на основании герба Апанасенковского округа и отражает географические, природные, историко-культурные и иные особенности муниципального образования.
Золото (жёлтый цвет) символизирует веру, справедливость, милосердие, могущество, а также богатство, стабильность, солнечное тепло и энергию, степь, символ урожая, курганы.
Золотая баранья шкура (руно) — высшее сокровище, и, как следствие, поход за золотым руном — это поиск духовного озарения, высшей подлинности. Это — символ плодородия и благосостояния, марки Апанасенковского округа — овцеводства.
Червлень (красный цвет) соответствует любви, мужеству, смелости и великодушию.
Лазурь (синий цвет) означает красоту, мягкость, величие, славу, честь, искренность, сохранение ратных и трудовых традиций, озеро Маныч-Гудило.
Соединение красного и жёлтого цветов символизирует границу между Европой и Азией.

## История
Работа над символикой Апанасенковского муниципального района началась в 2008 году. На эскизах герба и флага в разное время присутствовали птицы, рыбы, тюльпаны, мериносы. По словам председателя геральдической комиссии при губернаторе Ставропольского края В. В. Балдицына, изначально предполагалось использовать в качестве «символов барана — в честь овцеводческой отрасли района, Маныч с его рыбой», а позже, при обсуждении на одном из заседаний комиссии, «родилась идея изобразить на гербе района тюльпан, поскольку поля тюльпанов являются уникальным отличием этой местности».
Окончательный вариант флага был разработан в 2014 году художником-геральдистом И. Л. Проститовым (идея, эскизы, компьютерный дизайн) и представителем районной администрации В. И. Понушковым (обоснование символики флага). В качестве главной фигуры герба и флага разработчики выбрали «золотое руно» (золотая баранья шкура), символизировавшее плодородие, благосостояние и овцеводство.
1 июля 2014 года упомянутый выше флаг был утверждён в качестве одного из символов района. Его официальное описание гласило:

Флаг Апанасенковского муниципального района представляет собой красное полотнище с соотношением сторон 2:3, от нижней кромки которого — синяя и жёлтая полосы соответственно, в 1/8 ширины флага каждая, над ними в красном посередине — жёлтое дамасцированное «золотое руно».
Решением районного совета от 11 марта 2015 года № 150 утверждено новое описание флага:

Флаг Апанасенковского муниципального района представляет собой красное полотнище с соотношением сторон 2:3, полностью воспроизводящее композицию герба в красном, жёлтом, синем цветах.
На сайте администрации района этот флаг определялся как «знак целостности территории, единства и взаимодействия населяющих её граждан», а его цветовая композиция — как «последовательное и неразрывное единство героического прошлого, достойного настоящего и мирного будущего».
В сентябре 2015 года, после прохождения экспертизы в Геральдическом совете при Президенте РФ, флаг Апанасенковского муниципального района был внесён в Государственный геральдический регистр Российской Федерации под номером 10386.
16 марта 2020 года Апанасенковский район был преобразован в Апанасенковский муниципальный округ.
Решением Совета Апанасенковского муниципального округа от 16 марта 2021 года округ определён правопреемником герба и флага Апанасенковского района. Тем же решением утверждены положения о гербе и флаге округа.